# Четири стотине и четрдесет мученика
Четири стотине и четрдесет мученика су убијени од Лангобарда у Италији око 579. године.
О њима пише Свети Григорије Двојеслов: „На једном месту бише посечени њих четрдесет, а на другом других четири стотине, сви због тога што нису хтели јести од идолске жртве, а осим тога ових четири стотине још и зато што нису хтели, по обичају незнабожних Лонгобарда, играти око козје главе, принете демонима на жртву од стране незнабожаца“.
Српска православна црква слави их 2. марта по црквеном, а 15. марта по грегоријанском календару.